# Wolfgang Schiemichen
Wolfgang Schiemichen (* 1951) ist ein deutscher Sprachpädagoge, darstellender Künstler und Autor.
Schiemichen ist der Autor einiger Rollenspielbücher und trat früher eher erfolglos als Tänzer und darstellender Künstler auf. Daneben war er auch als Sprachpädagoge tätig. Er hält gelegentlich Lesungen. Großes Aufsehen erregte er, als er Mitte Oktober 2011 in der Castingshow Das Supertalent auftrat, wo er u. a. Pantomime aufführte, jedoch ausschied.

## Werke (Auswahl)
- Florian Hardt, Steffen Schütte, Wolfgang Schiemichen: Kleine Völker, Pegasus Spiele, 2003, ISBN 3-930635-36-4
- Wolfgang Schiemichen, Thomas Finn, Howard Ph. Lovecraft: Cthulhu, Pegasus Spiele, 1999, ISBN 3-930635-71-2
- Wolfgang Schiemichen, Ed Gore, Frank Heller: Amerika. Rollenspiel. Quellen- und Abenteuerband, Pegasus Spiele, 1999, ISBN 3-930635-61-5
- Cthulhu, Terror Britannicus. Taschenbuch-2010.
- Cthulhu, Horror-Rollenspiel, Abenteuerbände, Der Tod in Aylesbury. Taschenbuch-2001.

| Personendaten    | Personendaten                                              |
| ---------------- | ---------------------------------------------------------- |
| NAME             | Schiemichen, Wolfgang                                      |
| KURZBESCHREIBUNG | deutscher Sprachpädagoge, darstellender Künstler und Autor |
| GEBURTSDATUM     | 1951                                                       |